# L'ora di Barga
L'ora di Barga è una poesia scritta da Giovanni Pascoli. Fa parte della raccolta Canti di Castelvecchio ed è stata pubblicata per la prima volta nel 1900.

## Testo poesia
Al mio cantuccio, donde non sento

se non le reste brusir del grano,

il suon dell'ore viene col vento

dal non veduto borgo montano:

suono che uguale, che blando cade,

come una voce che persuade.

Tu dici, È l'ora; tu dici, È tardi,

voce che cadi blanda dal cielo.

Ma un poco ancora lascia che guardi

l'albero, il ragno, l'ape, lo stelo,

cose ch'han molti secoli o un anno

o un'ora, e quelle nubi che vanno.

Lasciami immoto qui rimanere

fra tanto moto d'ale e di fronde;

e udire il gallo che da un podere

chiama, e da un altro l'altro risponde,

e, quando altrove l'anima fissa,

gli strilli di una cincia che rissa.

E suona ancora l'ora, e mi manda

prima un suo grido di meraviglia

tinnulo, e quindi con la sua blanda

voce di prima parla e consiglia,

e grave grave grave m'incuora:

mi dice, È tardi; mi dice, È l'ora.

Tu vuoi che pensi dunque al ritorno,

voce che cadi blanda dal cielo!

Ma bello è questo poco di giorno

che mi traluce come da un velo!

Lo so ch'è l'ora, lo so ch'è tardi;

ma un poco ancora lascia che guardi.

Lascia che guardi dentro il mio cuore,

lascia ch'io viva del mio passato;

se c'è sul bronco sempre quel fiore,

s'io trovi un bacio che non ho dato!

Nel mio cantuccio d'ombra romita

lascia ch'io pianga su la mia vita!

E suona ancora l'ora, e mi squilla

due volte un grido quasi di cruccio,

e poi, tornata blanda e tranquilla,

mi persuade nel mio cantuccio:

è tardi! è l'ora! Sì, ritorniamo

dove sono quelli ch'amano ed amo.

## Notizie editoriali
La poesia venne pubblicata la prima volta sulla famosissima rivista letteraria il Marzocco il 30 dicembre del 1900. La versione uscita su questa rivista presenta una caratteristica assente poi nella prima edizione: nel Marzocco, infatti, compare una dedica della poesia a Emma Corcos, moglie del famoso pittore e ritrattista Vittorio Corcos, che collaborò per un periodo come illustratore e scrittore per il Marzocco. Con Emma, Pascoli strinse un'amicizia e un forte legame intellettuale; infatti Emma apprezzava molto le capacità poetiche innovative di Pascoli e i due intrattennero un rapporto epistolare, che si concluse alla morte del poeta.
La poesia poi andrà a far parte della prima edizione dei Canti di Castelvecchio, datata 1903. Pascoli cura personalmente sei edizioni dei Canti di Castelvecchio; la settima edizione invece è curata dalla sorella Mariù. Le edizioni che seguono la prima sono caratterizzate dall'aggiunta di poesie e di un glossario.

## Struttura metrica
La poesia è composta da sette strofe di sei versi ciascuna, chiamate più tecnicamente sestine. Le strofe sono formate da quinari doppi e le rime sono alternate nei primi quattro versi, mentre gli ultimi due presentano una rima baciata. Gli accenti danno alla poesia un ritmo piuttosto ripetitivo, essendo essi sempre uguali per tutto il componimento: il ritmo che si va a creare richiama il suono monotono delle campane che scandiscono il tempo della città di Barga.

In una lettera indirizzata alla signora Emma Corcos,  Pascoli specifica il suo intento di dare una certa musicalità e intonazione alle sue poesie, come se quelle fossero delle canzoni vere e proprie.

## Tematica della poesia
Secondo l'analisi di Arnaldo Colasanti la tematica principale del componimento è la morte, che Pascoli contempla dal suo cantuccio sicuro di Castelvecchio; in questo luogo perfetto, il vento riesce a trasportare al poeta anche cose che non riesce a vedere fisicamente come il borgo lontano.
Pascoli si ferma ad ascoltare suoni che vengono da lontano, come il suono monotono delle campane che gli ricordano che è l'ora, che è tardi; la loro voce ripetitiva è simbolo della morte che si presenta al poeta, il quale le chiede di poter godere ancora delle cose che lo circondano: l'albero, il ragno, il canto del gallo. 
La morte viene presentata prima come un elemento che coglie di sorpresa, per poi rivelarsi per quello che è realmente: una fase della vita che accoglie quasi in modo materno, che con la sua voce blanda rincuora. Pascoli non ha paura della morte, anzi si rivolge a lei con il tu: la saluta come una vecchia amica, perché lei non è un'ingiustizia come spesso è presentata da altri poeti. La vita, senza il pensiero della morte, è un delirio,  è un'illusione nella quale non si deve cadere e l'uomo deve saperla riconoscere; questo ragionare sulla morte ci distingue dagli animali. Pascoli sa che la morte è la tranquillità, che, durante tutta la vita, ha ricercato e che lo riporterà da quelli che ama.
Come nota Giuseppe Nava, in questo componimento si trovano riferimenti sottili ad altri testi pascoliani. Per esempio, il luogo sicuro e felice identificato con l'ambiente bucolico di Castelvecchio ricorda la poesia Nebbia, ma qui Pascoli fa un passo avanti rispetto a quest'ultimo componimento, perché vuole tornare da chi lo ha amato e non si rinchiude più nel suo mondo agreste, idilliaco: nemmeno quello riesce più a renderlo sereno.